# 凯尔讷克
凯尔讷克（法語：Quelneuc，法語發音：[kɛlnœk]）是法国莫尔比昂省的一个旧市镇，属于瓦讷区。2017年，凯尔讷克和相邻的卡朗图瓦尔合并为新的卡朗图瓦尔。

## 地理
凯尔讷克（47°49'24"N, 2°4'0"W）面积13.85 平方千米，位于法国布列塔尼大區莫尔比昂省，该省份为法国西北部沿海省份，位于布列塔尼半岛南部，北起阿摩尔滨海省、西接菲尼斯泰尔省，南濒大西洋，东南接大西洋卢瓦尔省，东临伊勒-维莱讷省。
与凯尔讷克接壤的市镇（或旧市镇、城区）包括：孔布莱萨克、莱布吕莱、布列塔尼地区莫尔、圣塞格兰、阿夫河畔布吕克、阿夫河畔锡克斯特、卡朗图瓦尔。

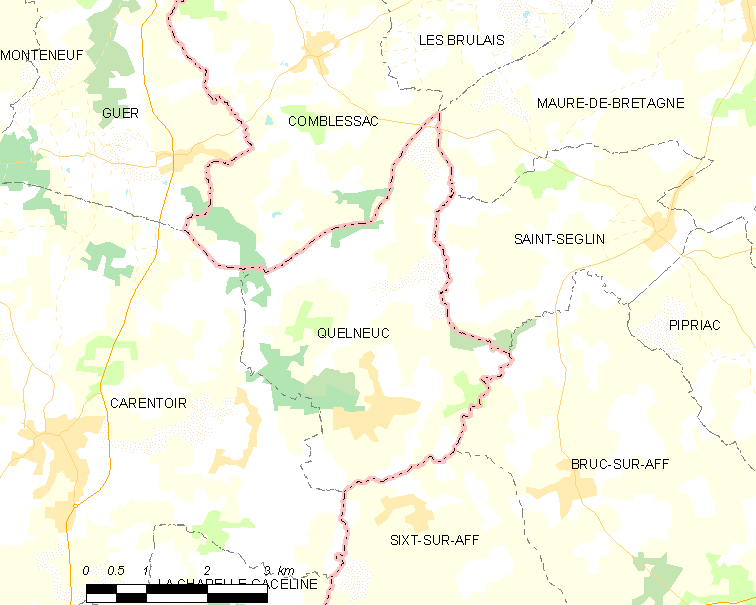
凯尔讷克的OSM定位图

凯尔讷克的时区为UTC+01:00、UTC+02:00（夏令时）。

## 行政
凯尔讷克的邮政编码为56910，INSEE市镇编码为56183。

## 政治
凯尔讷克所属的省级选区为盖尔县。

## 人口

1962-2008年间凯尔讷克人口变化图示

凯尔讷克于2018年1月1日时的人口数量为516人。